# Alan David Dotti
Alan David Dotti (sinh ngày 19 tháng 3 năm 1977) là một cầu thủ bóng đá người Brasil.

## Sự nghiệp câu lạc bộ
Alan David Dotti đã từng chơi cho Montedio Yamagata.

## Thống kê câu lạc bộ

### J.League[1]
| Đội               | Năm       | J.League | J.League | J.League Cup | J.League Cup | Tổng cộng | Tổng cộng |
| Đội               | Năm       | Trận     | Bàn      | Trận         | Bàn          | Trận      | Bàn       |
| ----------------- | --------- | -------- | -------- | ------------ | ------------ | --------- | --------- |
| Montedio Yamagata | 1999      | 7        | 0        | 0            | 0            | 7         | 0         |
| Tổng cộng         | Tổng cộng | 7        | 0        | 0            | 0            | 7         | 0         |